# Monique Laurent
Monique Laurent (geboren in 1960) is een Franse computerwetenschapper en wiskundige met als expertise wiskundige optimalisatie . Ze werkt als onderzoeker bij het Centrum Wiskunde & Informatica in Amsterdam en is daar tevens lid van het Management Team. Laurent heeft daarnaast een positie als hoogleraar econometrie en operations research aan de Universiteit van Tilburg.

## Opleiding en carrière
Laurent promoveerde in 1986 aan de Parijse Diderot Universiteit, onder supervisie van Michel Deza.Van 1984-1986 was ze tevens gastonderzoeker bij de Universiteit van New York.  Ze werkte van 1988 tot 1997 bij CNRS, van 1990-1992 bezocht ze het Research Institute for Discrete Mathemarics in Bonn als Humboldt Fellow.  In 1997 ging ze naar het CWI, als senior onderzoeker. Sinds 2009 heeft Laurent tevens een positie als (deeltijd)hoogleraar aan de universiteit van Tilburg.

## Publicaties
Laurent schreef samen met Deza het boek Geometry of Cuts and Metrics (Algorithms and Combinatorics 15, Springer, 1997).Sinds eind jaren '80 heeft ze talloze artikelen en hoofdstukken gepubliceerd, alleen en samen met andere wiskundigen, over onder meer algebraïsche meetkunde, operations research, lineaire algebra en mathematisch programmeren.

## Prijzen en onderscheidingen
Ze was gastspreker tijdens het International Congress of Mathematicians in 2014. In 2017 werd ze verkozen tot Fellow van de Society for Industrial and Applied Mathematics, "voor haar bijdragen aan discrete en polynomiale optimalisatie en het onthullen van de interacties daartussen". Sinds 2018 is zij lid van de Koninklijke Nederlandse Akademie van Wetenschappen.